# Albert G. Riddle

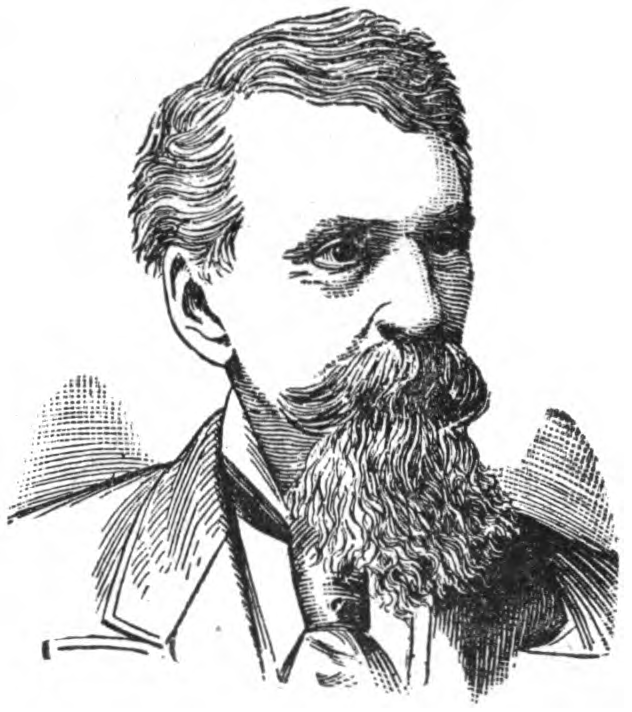
Albert G. Riddle

Albert Gallatin Riddle (* 28. Mai 1816 in Monson, Hampden County, Massachusetts; † 16. Mai 1902 in Washington, D.C.) war ein US-amerikanischer Politiker der Republikanischen Partei. Vom 4. März 1861 bis zum 3. März 1863 war er Mitglied des Repräsentantenhauses der Vereinigten Staaten für den 19. Kongressdistrikt des Bundesstaates Ohio.

## Biografie
Riddle wurde in Monson geboren. 1817 zog er mit seinen Eltern nach Newbury Township. Dort beendete er die Schule, die er zuvor an seinem Geburtsort begonnen hatte. Anschließend studierte er Jura. 1840 wurde er als Rechtsanwalt zugelassen. Er praktizierte fortan im Geauga County. Von 1840 bis 1846 war er dort Staatsanwalt. Von 1848 bis 1850 war er Mitglied des Repräsentantenhauses von Ohio. 1850 zog er nach Cleveland um, wo er von 1850 bis 1859 wiederum als Staatsanwalt wirkte.
Von 1861 bis 1863 war Riddle für eine Legislaturperiode Mitglied des US-Repräsentantenhauses. Er vertrat dort den 19. Distrikt von Ohio. Für eine Wiederwahl wurde er seitens seiner Partei nicht mehr vorgeschlagen. Nach seinem Ausscheiden aus dem House war er von 1863 bis 1864 Konsul der Vereinigten Staaten in Matanzas auf Kuba. Er kehrte wieder in die USA zurück und ließ sich als Rechtsanwalt in der Hauptstadt nieder. Nach der Gründung der Howard University in Washington war er dort einige Jahre als Professor tätig.
1902 starb Riddle in Washington. Er wurde dort auf dem Rock Creek Cemetery beigesetzt. Riddle war verheiratet mit Caroline Avery. Gemeinsam hatten beide 6 Kinder.